# Pohár osvobození
Pohár osvobození byl nepravidelně se konající turnaj ledního hokeje v tehdejším Československu. První ročník turnaje se konal v roce 1981, poslední ročník v roce 1984. Celkem se konaly jenom 3. ročníky.

## Vítězové Poháru osvobození
| Ročník    | Rok            | Vítěz            |
| --------- | -------------- | ---------------- |
| 1. ročník | 1981 – Detaily | HC Dukla Jihlava |
| 2. ročník | 1982 – Detaily | CHZ Litvínov     |
| 3. ročník | 1984 – Detaily | ZKL Brno         |

## Počet titulů Poháru osvobození
| Počet titulů | Klub             | Sezóny |
| ------------ | ---------------- | ------ |
| 1 titul      | HC Dukla Jihlava | 1981   |
| 1 titul      | CHZ Litvínov     | 1982   |
| 1 titul      | ZKL Brno         | 1984   |